# ジョージ・ワット (植物学者)

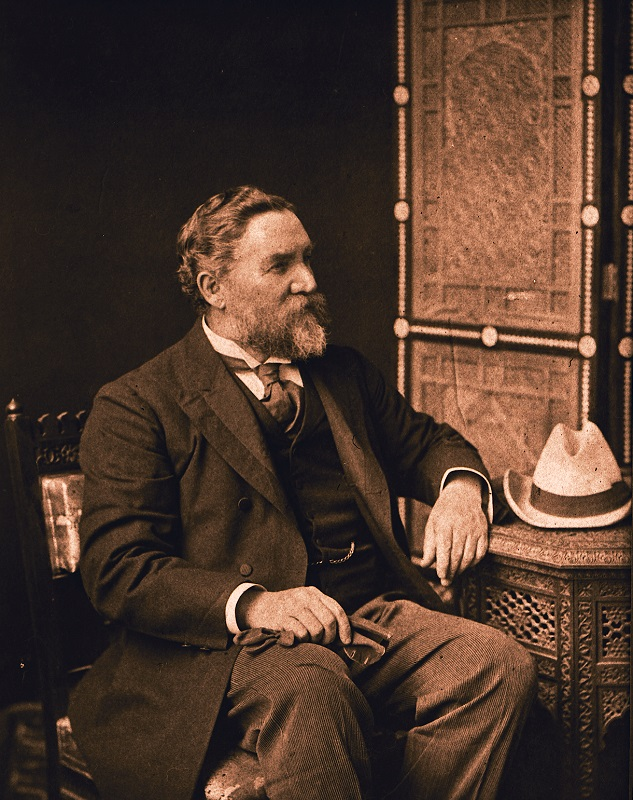
ジョージ・ワット

ジョージ・ワット（Sir George Watt, CIE FLS 、1851年4月24日 – 1930年4月2日）は、スコットランドの医師、植物学者である。インドで働いた。『インドの産物事典』（"Dictionary of Economic Products of India"）などを編集した。

## 略歴
アバディーンシャーのオールドメルダムに生まれた。アバディーン大学、グラスゴー大学で学び、1873年に学位を得た。グラスゴー大学で教職につき解剖学教授の助手（prodissector）となった。
1864年頃、インド南東部のオリッサで飢饉があり、ベンガルの為政者ジョージ・キャンベルはインドにおける農学教育が飢饉の回避に重要であるという認識を持ち、ジョン・ストレイチーの飢饉委員会はインドの食物供給の改善のための科学的研究の必要性を指摘した。ワットはこれらの要請を受け、ジョセフ・ダルトン・フッカーの推薦でコルカタの管区大学の植物学の教授に選ばれ、1873年から1874年の間、教えた。西ベンガル州のフーグリーの大学で10年間に渡って教え、地域の植物を研究し、個人で標本庫をつくり分類の作業を行った。パンジャーブの北西部の調査を行い、いくつかの新種植物を記載した。
1881年に植物調査を行う許可を得て、ビルマ・マニプール国境策定使節団に医師として参加した。帰還後、1883年に開催されたコルカタ国際博覧会の展示品の目録を作る仕事を行い、1700ページに及ぶ産物の目録を製作した。この産物カタログは増補され、1886年にロンドンで開かれた植民地博覧会（植民地・インド博覧会）で使用された。その後、コルカタのインド博物館で働き、インドの産物を紹介した。この時期、後にリンネ・メダルを受賞した植物学者アイザック・ヘンリー・バーキルが助手を務めた。その他のいくつかのインドでの産業博覧会を組織した。
1883年の著書、"Catalogue of the exhibits at the Calcutta International Exhibition" は4巻、7章からなり有用植物（薬用植物、衣料用植物、採油植物、食用植物、木材など）が記述された。さらに内容を増やし、1889年から1893年の間に『インドの産物事典』（"Dictionary of the Economic Products of India"）として出版された。植物だけでなく絹などの動物起源の産物や鉱物も記述された。
1901年に王立薬剤師会からダニエル・ハンベリー金メダル（Daniel Hanbury Gold medal）を受賞し、1903年にサーの称号を得た。フランスの教育功労章（Officier d'Academe）を受勲した。王立園芸協会会員、王立協会のフェローに選ばれた。
ツツジ科の植物の種、Rhododendron wattii やアヤメ科の植物の種、Iris wattii などに献名された。